# Illegal Øvelse - Illegale Blade - Bombeskader på B&W
|  | Denne artikel er oprettet af botten Steenthbot ud fra en ekstern database. Den kan derfor have sproglige fejl eller mangler. Denne skabelon kan fjernes efter kontrol af indholdet. |

[Illegal Øvelse - Illegale Blade - Bombeskader på B&W] er en dansk dokumentarisk optagelse fra 1944.

## Handling
Unikke optagelser af frihedskæmpere på øvelse i 1944. Derefter klip fra illegale film produceret af modstandsbevægelsen om forskellige sabotageaktioner og de allieredes angreb mod den tyske besættelsesmagt, bl.a. det engelske luftvåbens bombeangreb på B&W i 1943.